# Merkelova buňka
Merkelova buňka je buňka vyskytující se v hlubších částech pokožky. Nejvíce se jich u člověka nachází v pokožce prstů, v ústech a v okolí vlasových kořínků. Vzhledem připomínají keratinocyty (typické pokožkové buňky), ale v cytoplazmě mají malá granula (zrna) neznámého složení, možná obsahující neurotransmitery. Merkelovy buňky vysílají do okolí výrazné výběžky a k pokožkovým buňkám se připojují pomocí speciálních buněčných spojení, tzv. dezmozomů.
Funkce Merkelových buněk není zcela vyjasněna. V blízkosti Merkelových buněk bývají nervová zakončení, což by podporovalo teorii, že to jsou mechanoreceptory (senzory vnímající tlak v pokožce). Neurotransmitery v jejich pokožce se zřejmě vylijí do okolí jako odpověď na signál z přilehlých nervových zakončení a možná tak představují spíše složku neuroendokrinního systému. Merkelovy buňky tvoří terčovité shluky, tzv. Merkelova tělíska (Merkelovy terče), z nichž vybíhá větvící se nervové vlákno. Buňky jsou schopné se ohýbat a tím mohou dávat tělu informace o tlaku v kůži.